# Comuna de Tomice
Tomice (polaco: Gmina Tomice) é uma gminy (comuna) na Polónia, na voivodia de Pequena Polónia e no condado de Wadowicki.
De acordo com os censos de 2004, a comuna tem 7134 habitantes, com uma densidade 171 hab/km².

## Área
Estende-se por uma área de 41,73 km², incluindo:
- área agricola: 70%
- área florestal: 13%

## Demografia
Dados de 30 de Junho 2004:
|                      | Total   | Total | Mulheres | Mulheres | Homens  | Homens |
| -------------------- | ------- | ----- | -------- | -------- | ------- | ------ |
|                      | pessoas | %     | pessoas  | %        | pessoas | %      |
| População            | 7134    | 100   | 3625     | 50,8     | 3509    | 49,2   |
| Densidade (pop./km²) | 171     | 100   | 86,9     | 86,9     | 84,1    | 84,1   |

De acordo com dados de 2002, o rendimento médio per capita ascendia a 1264,75 zł.

## Comunas vizinhas
- Brzeźnica, Spytkowice, Wadowice, Wieprz, Zator